# Olympische Winterspiele 1984/Teilnehmer (Spanien)
| Gelbes Symbol für Goldmedaillen mit stilisierten Olympischen Ringen | Graues Symbol für Silbermedaillen mit stilisierten Olympischen Ringen | Braundes Symbol für Bronzemedaillen mit stilisierten Olympischen Ringen |
| ------------------------------------------------------------------- | --------------------------------------------------------------------- | ----------------------------------------------------------------------- |
| —                                                                   | —                                                                     | —                                                                       |

Spanien nahm an den Olympischen Winterspielen 1984 in Sarajevo mit 12 Athleten teil.
Fahnenträger bei der Eröffnungsfeier war die Skifahrerin Blanca Fernández Ochoa.

## Teilnehmer nach Sportarten

### Biathlon
Herren:
- Cecilio Fernández
10 km: 55. Platz – 39:27,5 min
20 km: 57. Platz – 1:34:42,0 min
- Manuel García
10 km: 56. Platz – 40:16,6 min
20 km: 56. Platz – 1:34:12,4 min

### Ski Alpin
Frauen:
- Blanca Fernández Ochoa
Slalom: Ausgeschieden
Riesenslalom: 6. Platz – 2:22,14 min
- Dolores Fernández Ochoa
Slalom: Ausgeschieden
Riesenslalom: Ausgeschieden

Herren:
- Luis Fernández Ochoa
Slalom: Ausgeschieden
Riesenslalom: Ausgeschieden
- Jorge Pérez
Slalom: Disqualifiziert
Riesenslalom: 20. Platz – 2:47,97 min
- Carlos Salvadores
Slalom: Ausgeschieden
Riesenslalom: Disqualifiziert

### Ski Nordisch

#### Langlauf
Herren:
- José Giro
15 km: 45. Platz – 45:50,3 min.
30 km: 56. Platz – 1:43:18,8 min
50 km: 41. Platz – 2:33:31,5 min
- Miguel Prat
15 km klassisch: 61. Platz – 48:30,6 min
30 km klassisch: 65. Platz – 1:48:46,3 min
50 km Freistil: 46. Platz – 2:38:07,0 min

#### Skispringen
Herren:
- Ángel Janiquet
Normalschanze: 58. Platz – 121,7 Pkt.
- José Rivera
Großschanze: 48. Platz – 113,9 Pkt.
Normalschanze: 54. Platz – 141,5 Pkt.
- Bernat Solà
Großschanze: 50. Platz – 99,3 Pkt.
Normalschanze: 56. Platz – 132,9 Pkt.